# 大洲交流道
大洲交流道，位於臺南市新市區與永康區交界處，是國道一號與臺南都會區北外環道路正在規劃中的交流道，目前名稱尚未定案。此交流道臺南市政府已向中央提案，2019年7月2日交通部當場核定通過，經費17.99億元，新闢長度約3.27公里，2023年8月7日動工，預計2026年完工。

## 興建計畫
- 國道一號增設臺南都會區北外環道路交流道[4]
  - 原計畫是由北外環主線高架橋以出口匝道下平面道路後，再經中山高旁匝道上高速公路。
    - 變更臺南都會區北外環道路國一旁匝道並擴大路權北移預留銜接國道一號系統交流道與國一高架段（中山高主線原先預留匝道挪作未來臺南高架路權）
    - 疏導現況尖峰時段永康交流道壅塞情形，國一南下增設匝道連接北外環主線西向，北外環東向銜接國一北上車道。
    - 後續計劃北外環東向連接國一南下匝道（往高雄），國一北上車道連接北外環西向（往安平）。[5]

  - 中山高以東另設有平面道路銜接北外環道路主線高架橋之匝道